# Kim Ji-sung (actriz)
Kim Ji-sung (en hangul, 김지성 ; nacida en Hwaseong el 30 de octubre de 1996) es una actriz surcoreana.

## Vida personal
Tiene una hermana menor, Kim Hong-eun, que también es actriz. Ambas participaron juntas en el concurso de telerrealidad Produce 101 en 2017, y más tarde en los concursos de Miss Seúl y Miss Corea de 2023.

## Carrera
Realizó los estudios de secundaria en el Departamento de danza práctica de la Escuela de Artes Escénicas de Seúl. Estuvo alrededor de siete años preparándose para convertirse en ídolo, aunque después decidió emprender la carrera de actriz y se graduó en el Departamento de teatro y cine de la Universidad Chung-Ang.
Dio sus primeros pasos en la industria del entretenimiento en 2016, como concursante en el programa Produce 101, del canal de televisión musical Mnet. Se trata de un espectáculo de telerrealidad eliminatorio para grupos de chicas. Tras varios años preparándose como cantante y bailarina, su efímero paso por el programa (donde se clasificó en el puesto 68.º) y el frustrado debut en este ámbito la llevaron a cambiar de carrera y prepararse para ser actriz. De ahí la elección de su carrera universitaria.
Su debut en televisión llegó en 2016 con el papel de Hye-jeong en la serie de Naver TV Cast The Miracle. Al año siguiente, tras aparecer en otras dos series web, A Touch On Your Cheek y The Sound of Footsteps, Kim debutó en el cine con la película Coffe Mate, dirigida por Lee Hyun-ha y presentada en el festival de cine de Busan de ese mismo año.
En televisión, los papeles más destacados que ha realizado en sus primeros años de carrera han sido el de Hong Kang-hee, la hija inmadura y jovial de la serie diaria Mysterious Personal Shopper (KBS, 2018), y el de Na Ae-ra en Graceful Friends (JTBC, 2020). Na Ae-ra es una estudiante universitaria además de actriz de cine para adultos, que cree que nadie debe avergonzarse del modo en que se gana la vida.
En paralelo a su trabajo como actriz se ha podido ver a Kim como modelo de publicidad televisiva, en anuncios de lentes de contacto, productos de informática, cosméticos, juegos para móviles, etc.; en un anuncio de 2020 para el Ministerio de Medio Ambiente surcoreano exhibe sus grandes dotes para el baile.Dotes que también exhibió en la que fue la primera película musical de realidad virtual de Corea: Anna, Mary (2019); en ella es Mary, un robot humanoide que es un ídolo muy popular como cantante y bailarina.
En mayo de 2023 se presentó junto con su hermana Hong-eun al certamen Miss Seúl, y ganaron los premios de Belleza y Entretenimiento, respectivamente. De este modo accedieron a la final del 67.º Miss Corea, que se celebró en octubre del mismo año. Kim Ji-sung fue coronada en esta como dama de honor.

## Filmografía

### Cine
| Año  | Título         | Hangul     | Papel          | Notas                       | Ref.   |
| ---- | -------------- | ---------- | -------------- | --------------------------- | ------ |
| 2017 | Coffee Mate    | 커피메이트 | Young Yoon-jae |                             | [ 5 ]  |
| 2017 | The Way        | 길         | Young Soon-ae  |                             |        |
| 2018 | Park Hwa-young | 박화영     | Kim Ji-seong   |                             | [ 13 ] |
| 2019 | Anna, Mary     | 안나, 마리 | Mary           | Protagonista - película web | [ 10 ] |

### Series de televisión
| Año  | Título                      | Papel                 | Canal    | Notas                      | Ref.          |
| ---- | --------------------------- | --------------------- | -------- | -------------------------- | ------------- |
| 2016 | The Miracle                 | Hye-jeong             | Naver TV | Serie web                  | [ 14 ]        |
| 2017 | A Touch On Your Cheek       | Song-joo              | Naver TV | Serie web                  | [ 15 ]        |
| 2017 | The Sound of Footsteps      | Seon-woo              |          | Serie web                  |               |
| 2017 | Circle                      | Kim Nan-hee           | tvN      | Aparición especial         | [ 16 ]        |
| 2017 | School 2017                 | Ham Yoon-hee          | KBS2     |                            |               |
| 2017 | A Korean Odyssey            | Fantasma              | tvN      |                            |               |
| 2018 | Welcome to Waikiki          | Ah-young              | JTBC     | Aparición especial, ep. 18 | [ 17 ]        |
| 2018 | Mysterious Personal Shopper | Hong Kang-hee         | KBS2     |                            | [ 6 ]         |
| 2018 | Miss Hammurabi              | Kim Da-in             | JTBC     | Aparición especial         | [ 18 ]        |
| 2019 | He Is Psychometric          | Ji-sung               | tvN      |                            |               |
| 2020 | Graceful Friends            | Na Ae-ra / Kang Mi-ra | JTBC     |                            | [ 1 ] [ 19 ]  |
| 2021 | How to Be Thirty            | Lee Hye-ryeong        | Kakao TV | Serie web                  | [ 20 ] [ 21 ] |
| 2024 | Nothing Uncovered           | Ju Yeong-seok         | KBS2     |                            | [ 22 ]        |

### Vídeos musicales
| Año  | Tema musical                                                    | Artista o grupo | Notas                | Ref.          |
| ---- | --------------------------------------------------------------- | --------------- | -------------------- | ------------- |
| 2017 | 눈 떠보니 이별이더라 («Cuando abrí los ojos, fue una ruptura.») | 4MEN            | Con Kim Jung-hyun    | [ 23 ]        |
| 2018 | 헤어지고 있었어 («Estábamos rompiendo»)                         | DeAde           | Vídeo rodado en Jeju | [ 24 ] [ 25 ] |

## Otras actividades

### Variedades televisivas
| Año  | Título                           | Función      | Canal    | Notas                                     | Ref.        |
| ---- | -------------------------------- | ------------ | -------- | ----------------------------------------- | ----------- |
| 2016 | Produce 101                      | Concursante  | Mnet     | Primera temporada; quedó en 68.ª posición | [ 1 ] [ 4 ] |
| 2017 | 겟 잇 뷰티 (Consigue la belleza) | Presentadora | On Style | Programa semanal de belleza               | [ 26 ]      |